# A Magyar Kultúra Lovagjai 2010
A Magyar Kultúra Lovagja 2010. évi kitüntetettjei

## Az Egyetemes Kultúra Lovagja
410.	 Slavko Avsenik (Begunje, Szlovénia) zenész, „A kortárs zene példamutató ápolása érdekében kifejtett életművéért”
411.	 Dr. Habsburg Ottó (Németország) Páneurópai Unió tiszteletbeli elnöke, „A nemzetközi kapcsolatok fejlesztése érdekében kifejtett életművéért”
412.	 Snježana Matoš (Kotoriba, Horvátország) iskolaigazgató, „A magyarországi horvát nemzetiség kultúrájának támogatásáéért”
413.	 Srecko Ornik (Radizel, Szlovénia) nyugdíjas, önkormányzati képviselő, „A nemzetközi művészeti kapcsolatok fejlesztéséért”

## Posztumusz A Magyar Kultúra Lovagja
414.	 Dr. Szabó Lajos (Kisújszállás) nyugalmazott gimnáziumi igazgató, országgyűlési képviselő, „Helytörténeti kutatómunka érdekében kifejtett életművéért”
415.	 Gróf Széchenyi István (Budapest) katona, politikus, író, „A magyar nemzet fejlesztése és kultúrájának ápolása érdekében kifejtett életművéért”
416.	 Szilágyi János (Barcs) népművelő, „A közművelődés érdekében kifejtett életművéért”
417.	 Zágony Sándor (Budapest) agrármérnök, „A helytörténeti kutatómunka érdekében kifejtett életművéért”

## A Magyar Kultúra Lovagja
418.	 Alföldi Albert (Hajós) művelődésszervező, „A település közművelődésének fejlesztéséért”
419.	 Baunok Béla (Fegyvernek) nyugdíjas, „A magyar kulturális örökség ápolásáért”
420.	 Prof. Blazovich László (Szeged) történész-levéltáros, egyetemi tanár, „Honismereti életművéért”
421.	 Dr. Csák József (Budapest) egyetemi docens, énekművész, „Az énekkultúra népszerűsítéséért”
422.	 Dévai Nagy Kamilla (Budapest) énekművész, „A hazaszeretetre nevelő énekművészi tevékenységéért”
423.	 Dr. Erdős Bartha István (Nils Akersonsg, Svédország.) ny. egyetemi tanár, író és fordító, „A kortárs irodalom támogatásáért”
424.	 Farkas Beke Nándor (Budapest) hegedűművész, „A magyar zenekultúra ápolásáért és népszerűsítéséért”
425.	 Fenyvesi Ferenc Márton (Gyermely) címzetes nyugalmazott igazgató, „A közművelődés érdekében kifejtett életművéért”
426.	 Grimm Pállfy Piroska (Turda, Románia) irodalmár, tűfestő, „Alkotóművészeti tevékenységéért”
427.	 Hahnné Duray Éva (Lučenec, Szlovákia) pedagógus, „A magyar kultúra határon túli ápolásáért”
428.	 Hábencius Ferencné (Telekes) nyugdíjas pedagógus, „Közművelődés fejlesztéséért”
429.	 Herencsár Viktória (Budapest) cimbalomművész, „A kortárs zeneművészet nemzetközi összefogásáért”
430.	 Dr. Higyed István (Temesvár, Románia) lelkész, „A nemzetek és felekezetek közötti békesség érdekében kifejtett életművéért”
431.	 Horváth Barnabásné (Csehimindszent) nyugdíjas pedagógus, „A közművelődés fejlesztéséért”
432.	 Juhász László (Siófok) vállalkozó, „A nemzetközi kulturális értékek magyarországi bemutatásáért”
433.	 Kallós Zoltán (Kolozsvár, Románia) pedagógus, „A kulturális örökség ápolása érdekében kifejtett életművéért”
434.	 Kiss Anna (Budapest) költő, drámaíró, „A kortárs irodalom fejlesztéséért”
435.	 Kovács István József (Kecskemét) költő, „A kortárs irodalom támogatásáért”
436.	 Dr. Márkus Miklósné Natter-Nád Klára (Budapest) tanárnő, „A zenei kultúra fejlesztése érdekében kifejtett életművéért”
437.	 Mátyus Ilona (Kibéd, Románia) nyugalmazott tanítónő, „A magyar kulturális örökség határon túli ápolásáért”
438.	 Mözsi Szabó István (Tolna) képzőművész, pedagógus, „Képzőművészeti életművéért”
439.	 Dr. Nagy Mária Lucia (Bekkestua, Norvégia) orvos, „A kultúrák közötti kapcsolatok ápolásáért”
440.	 Németh Sándor (Budapest) vers és prózamondó, énekes, „A zenekultúra és a kortárs irodalom támogatásáért”
441.	 Can Özoguz (Ankara, Törökország) vállalkozó-mecénás, „A török-magyar kulturális kapcsolatok ápolásáért”
442.	 Pregitzer Fruzsina (Nyíregyháza) színművész, „A magyar nyelv és kultúra ápolásáért”
443.	 Dr. Székely Mendel Melinda (Veresegyház) színművész, költő, képzőművész, „A magyar kultúra külföldi ápolásáért”
444.	 Tóth Ildikó Irma (Sölvesborg, Svédország) óvónő, „A magyar kultúra külföldi népszerűsítéséért”
445.	 Törő György (Szekszárd) fafaragó népi iparművész, „A népi kultúra ápolásáért”

## A Magyar Kultúra Apródja
446.	 Gál Tibor (Gyüre) ny. főhadnagy, „Az egészséges életmód népszerűsítéséért és a hazafias nevelés támogatásáért”
447.	 Kovács Norbert (Kiscsősz) néptáncos, „A néptánc-hagyományok ápolásáért”
448.	 Rezi Erika Gabriella (Alsóboldogfalva, Románia) tanítónő, „Néptanítói tevékenységéért”
449.	 Vida Törnar Judit (Lendva, Szlovénia) tanítónő, „A határon túli magyar kultúra ápolásáért”